# Sikou Niakaté
Pour les articles homonymes, voir Niakaté.
Sikou Niakaté, né le 10 juillet 1999 à Montreuil, est un footballeur international malien qui évolue au poste de défenseur central au SC Braga.

## Biographie

### Carrière en club
Originaire de Saint Germain-en-Laye, Sikou Niakaté découvre le football à 6 ans au FC Saint-Germain-en-Laye avant de rejoindre l'année suivante le centre de formation du Paris Saint-Germain, où il y restera jusqu'à ses 14 ans. En 2016, il rejoint le Valenciennes FC.
Le 31 mars 2017, à 17 ans, il fait sa première apparition avec l'effectif professionnel à l'occasion d'un déplacement à Nîmes lors de la 31e journée de championnat. Il remplace Abdoul Aziz Kaboré à la 76e minute. Il fera ensuite quatre autres matchs le reste de la saison, toujours en qualité de remplaçant. Le 4 août 2017, lors de la 2e journée de la saison suivante, il est titulaire pour la première fois sur la pelouse de Châteauroux.
Après 19 matchs avec le VAFC dont 13 comme titulaire, il signe son premier contrat professionnel de trois ans le 29 novembre 2017. À seulement 18 ans, il réalise une saison encourageante en disputant 24 matchs de Ligue 2.
Le 31 août 2018, il s'engage cinq ans avec l'En avant Guingamp mais il est prêté à Valenciennes jusqu'à la fin de la saison.
Il marque son premier but en Ligue 2 avec Guingamp contre Rodez le 4 octobre 2019.
Le 11 août 2021, après avoir été écarté à la suite d'une visite médicale ratée, il est finalement prêté au FC Metz sans option d'achat obligatoire.

### Carrière internationale

#### Avec la France
En décembre 2015, il est appelé avec l'équipe de France des moins de 17 ans alors qu'il évoluait avec l'Évreux FC. Cela fait de lui le premier joueur issu d'une structure amateur à intégrer une sélection nationale.
Possédant la double nationalité française et malienne, Sikou Niakaté est sélectionné en novembre 2017 lors d'un match de qualification pour la Coupe du monde 2018 face au Gabon mais il ne rentre pas en jeu.
Quelques mois après cette sélection, il décide de porter le maillot de l'équipe de France moins de 19 ans. Ce revirement rend furieux le sélectionneur malien Mohamed Magassouba qui juge avoir tout offert à Niakaté et le considère comme faisant partie « des apatrides, des traîtres, des indécis ».
Avec l'équipe de France des moins de 19 ans, il participe au championnat d'Europe des moins de 19 ans en 2018. Lors de cette compétition, il joue deux matchs, en phase de groupe contre l'Ukraine, puis la demi-finale perdue face à l'Italie.

#### Avec le Mali
Le 2 janvier 2024, il est retenu dans la liste des vingt-sept joueurs maliens sélectionnés par Éric Chelle pour disputer la Coupe d'Afrique des nations 2023.

## Palmarès
Avec le SC Braga, Sikou Niakaté est finaliste de la Coupe du Portugal en 2023.

## Statistiques
| Saison                | Club                  | Championnat           | Championnat | Championnat | Coupe nationale | Coupe nationale | Coupe de la Ligue | Coupe de la Ligue | Total | Total |
| Saison                | Club                  | Division              | M.          | B.          | M.              | B.              | M.                | B.                | M.    | B.    |
| 2016-2017             | Valenciennes FC       | Ligue 2               | 5           | 0           | -               | -               | -                 | -                 | 5     | 0     |
| 2017-2018             | Valenciennes FC       | Ligue 2               | 24          | 0           | 1               | 0               | 3                 | 0                 | 28    | 0     |
| 2018-2019             | Valenciennes FC       | Ligue 2               | 14          | 0           | 2               | 0               | -                 | -                 | 16    | 0     |
| 2019-2020             | EA Guingamp           | Ligue 2               | 23          | 1           | 1               | 0               | -                 | -                 | 24    | 1     |
| 2020-2021             | EA Guingamp           | Ligue 2               | 31          | 1           | 2               | 0               | -                 | -                 | 33    | 1     |
| 2021-2022             | FC Metz               | Ligue 1               | 5           | 0           | 0               | 0               | -                 | -                 | 5     | 0     |
| Total sur la carrière | Total sur la carrière | Total sur la carrière | 102         | 2           | 6               | 0               | 3                 | 0                 | 111   | 2     |